# Kannada-Schrift
Die Kannada-Schrift (Kannada ಕನ್ನಡ ಲಿಪಿ, auch kanaresische Schrift) ist ein Silbenalphabet aus dem indischen Schriftenkreis. In ihr wird vornehmlich die dravidische Sprache Kannada geschrieben, daneben auch einige weitere im südindischen Bundesstaat Karnataka verwendete Regionalsprachen wie Tulu und Kodava. In Mangaluru ansässige Sprecher des Konkani verwenden diese Schrift ebenfalls für ihre Sprache.

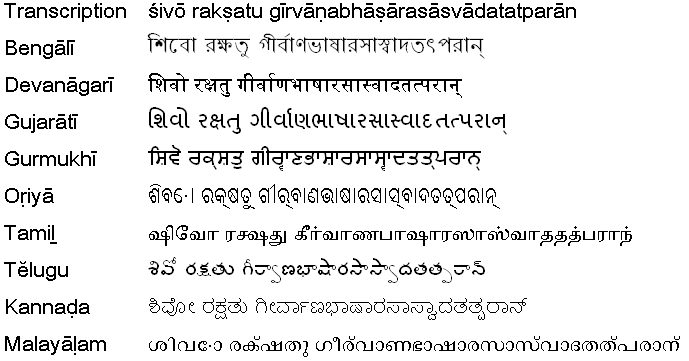
Sanskrit-Text in verschiedenen Schriften geschrieben: „Möge Shiva segnen, wem Sprache der Götter gefällt.“ (Kalidasa).

## Geschichte

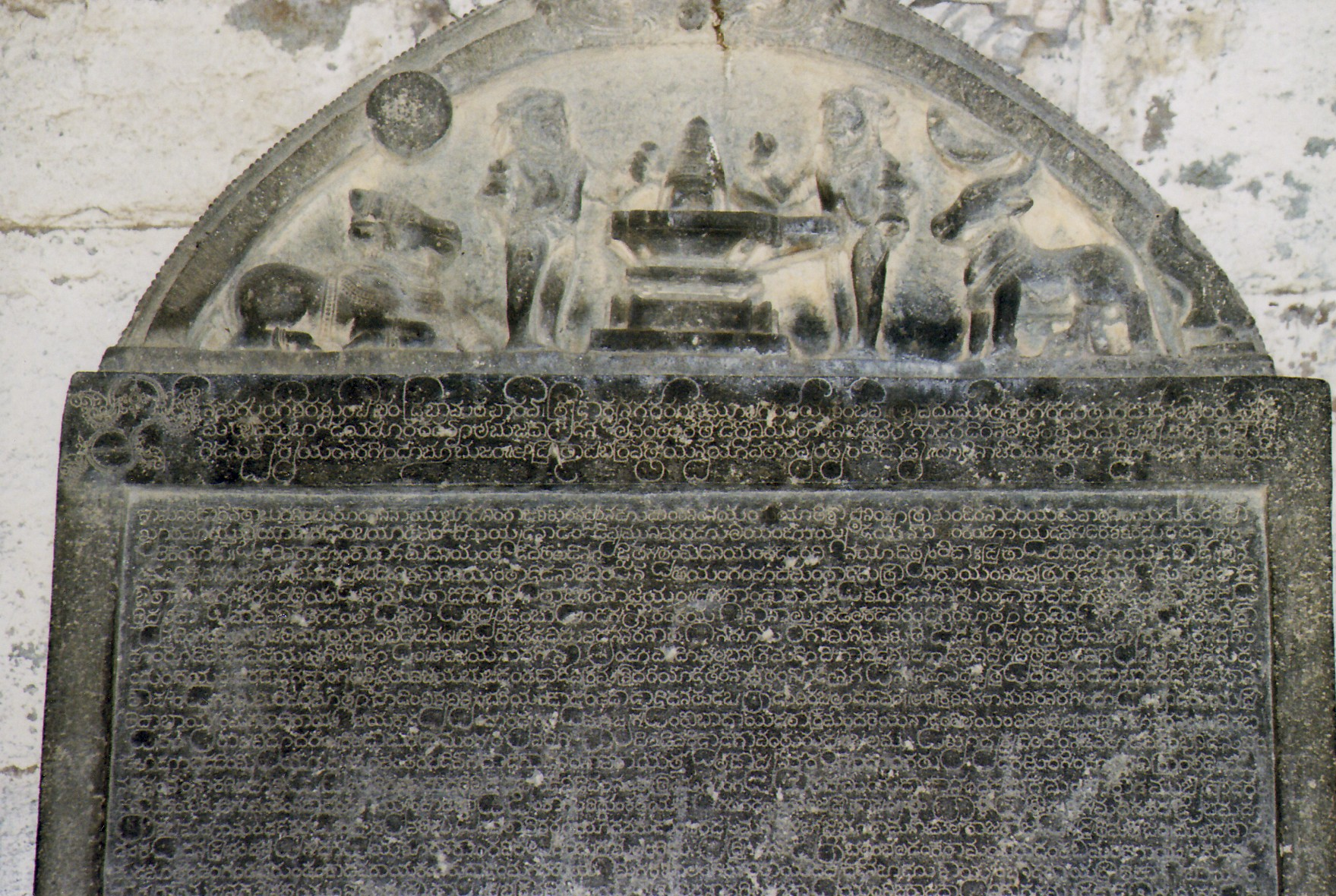
Kannada-Inschrift im Tempel von Basaral (Hoysala-Dynastie, 13. Jhd.)

Die Kannada-Schrift hat denselben Ursprung wie die im Nachbarbundesstaat Andhra Pradesh verwendete Telugu-Schrift, der sie auch heute noch sehr ähnelt. Beide leiten sich von der altkanaresischen Schrift ab, in der ab dem 13. Jahrhundert sowohl Kannada als Telugu geschrieben wurden. Die altkanaresische Schrift wiederum entwickelte sich im 10. Jahrhundert von der Kadamba-Schrift ab. Dabei handelt es sich um einen ab dem 5. Jahrhundert überlieferten südindischen Abkömmling der Brahmi-Schrift, der ältesten indischen Schrift. In der altkanaresischen Schrift bildeten sich ab dem 15. Jahrhundert kleinere Unterschiede zwischen der Kannada- und der Telugu-Schrift heraus, die im 19. Jahrhundert durch die Einführung des Buchdrucks durch europäische Missionare fixiert wurden. Am auffälligsten ist der Unterschied bei dem Zeichen für ka (ಕ in Kannada, క in Telugu). Typisch für eine südindische Schrift zeichnet sich die Kannada-Schrift durch ihre runden Formen aus.

## Funktionsprinzip

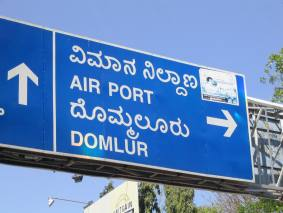
Straßenschild in Kannada und Englisch

Wie bei allen indischen Schriften handelt es sich bei der Kannada-Schrift um eine Zwischenform aus Alphabet und Silbenschrift, eine sogenannte Abugida. Das bedeutet, dass das Grundelement der Schrift ein Konsonantenzeichen mit dem inhärenten Vokal a ist (z. B. ಕ ka, ಮ ma). Folgt dem Konsonanten ein anderer Vokal, wird dieser mithilfe eines diakritischen Zeichens ausgedrückt (z. B. ಕಾ kā, ಮಾ mā). Dieses sogenannte Sekundärvokalzeichen ist unselbstständig und bildet mit dem Konsonantenzeichen eine feste Einheit. Nur am Wortanfang werden Vokale durch selbstständige Schriftzeichen dargestellt (z. B: ಅ a, ಆ ā). Konsonantenverbindungen werden durch Ligaturen ausgedrückt. Dabei tritt in der Kannada-Schrift der zweite Konsonant meist unter den ersten (z. B. ಕ್ಕ kka), manche Ligaturen haben spezielle Formen (z. B. ರ್ತ rta aus ರ und ತ). Am Wortende wird ein Konsonant, dem kein Vokal folgt, durch ein Virama genanntes diakritisches Zeichen ausgedrückt (z. B. ಕ್ k). Wie alle indischen Schriften ist auch die Kannada-Schrift rechtsläufig, d. h., sie wird von links nach rechts geschrieben.

## Zeichen
Das Zeicheninventar der Kannada-Schrift umfasst 34 Konsonantenzeichen, 13 Vokalzeichen und zwei Zusatzzeichen. Durch Kombination aus Zeichen dieser drei Kategorien kann eine weitaus größere Zahl an Verbindungszeichen geschaffen werden.

### Konsonantenzeichen
Die Kannada-Schrift verfügt heute über 34 Konsonantenzeichen (ವ್ಯಂಜನ vyajana). In alten Büchern gab es außerdem die Buchstaben ಱ und ೞ. Da deren Aussprache mit ರ (ra) bzw. ಳ (ḷa) zusammengefallen war, wurden sie seit etwa 1800 durch diese Buchstaben ersetzt. Die Reihenfolge der Zeichen ist anders als etwa im lateinischen Alphabet nicht beliebig, sondern spiegelt die Phonologie des Sanskrit wider. Die Aufzählung der Konsonantenzeichen beginnt mit den Plosiven und Nasalen nach ihrem Artikulationsort (velar, palatal, retroflex, dental, labial) von hinten nach vorne, d. h. vom Gaumensegel bis zu den Lippen, geordnet. Dabei kommen die Plosive (Verschlusslaute) in Reihen von stimmlos, stimmlos-aspiriert, stimmhaft und stimmhaft-aspiriert vor, gefolgt von dem homorganen (am selben Artikulationsort gesprochenen) Nasal (z. B. ka, kha, ga, gha, ṅa). Auf die Verschlusslaute folgen die Halbvokale (nach der Sanskrit-Grammatik sind dies ya, ra, la und va), die Sibilanten (Zischlaute) śa, ṣa, sa, der Hauchlaut ha und schließlich als letzter Konsonant der dem Kannada eigene (im Sanskrit nicht vorkommende) retroflexe Konsonant ḷa.
| Verschlusslaute | Verschlusslaute | Verschlusslaute | Verschlusslaute | Verschlusslaute | Verschlusslaute |
| --------------- | --------------- | --------------- | --------------- | --------------- | --------------- |
| Velare          | ಕ ka [kʌ]       | ಖ kha [kʰʌ]     | ಗ ga [gʌ]       | ಘ gha [gʱʌ]     | ಙ ṅa [ŋʌ]       |
| Palatale        | ಚ ca [ʧʌ]       | ಛ cha [ʧʰʌ]     | ಜ ja [ʤʌ]       | ಝ jha [ʤʱʌ]     | ಞ ña [ɲʌ]       |
| Retroflexe      | ಟ ṭa [ʈʌ]       | ಠ ṭha [ʈʰʌ]     | ಡ ḍa [ɖʌ]       | ಢ ḍha [ɖʱʌ]     | ಣ ṇa [ɳʌ]       |
| Dentale         | ತ ta [t̪ʌ]       | ಥ tha [t̪ʰʌ]     | ದ da [d̪ʌ]       | ಧ dha [d̪ʱʌ]     | ನ na [n̪ʌ]       |
| Labiale         | ಪ pa [pʌ]       | ಫ pha [pʰʌ]     | ಬ ba [bʌ]       | ಭ bha [bʱʌ]     | ಮ ma [mʌ]       |

| Andere Konsonanten | Andere Konsonanten | Andere Konsonanten | Andere Konsonanten | Andere Konsonanten | Andere Konsonanten | Andere Konsonanten | Andere Konsonanten | Andere Konsonanten | Andere Konsonanten | Andere Konsonanten |
| ------------------ | ------------------ | ------------------ | ------------------ | ------------------ | ------------------ | ------------------ | ------------------ | ------------------ | ------------------ | ------------------ |
| ಯ ya [jʌ]          | ರ ra [rʌ]          | ಱ r [⁠ṟ⁠]            | ಲ la [lʌ]          | ವ va [ʋʌ]          | ಶ śa [ɕʌ]          | ಷ ṣa [ʂʌ]          | ಸ sa [sʌ]          | ಹ ha [hʌ]          | ಳ ḷa [ɭʌ]          | ೞ l [⁠ɺ⁠]            |

### Vokale
Die Kannada-Schrift kennt 13 Vokale (ಸ್ವರ svara): fünf Kurzvokale, einen konsonantischen Vokal, fünf Langvokale und zwei Diphthonge). Zu den Vokalen zählt auch der „konsonantische Vokal“ r̥, das in Sanskrit-Lehnwörtern im Kannada vorkommt. Es wird [rɨ] oder [ru] gesprochen. Zusätzlich gibt es noch Zeichen für drei weitere nur im Sanskrit vorkommende konsonantische Vokale ೠ r̥̄, ಌ l̥ und ೡ l̥̄. Die selbstständigen Vokalzeichen kommen nur am Wortanfang vor.
| Selbstständige Vokalzeichen | Selbstständige Vokalzeichen | Selbstständige Vokalzeichen | Selbstständige Vokalzeichen | Selbstständige Vokalzeichen | Selbstständige Vokalzeichen | Selbstständige Vokalzeichen | Selbstständige Vokalzeichen | Selbstständige Vokalzeichen | Selbstständige Vokalzeichen | Selbstständige Vokalzeichen | Selbstständige Vokalzeichen | Selbstständige Vokalzeichen |
| --------------------------- | --------------------------- | --------------------------- | --------------------------- | --------------------------- | --------------------------- | --------------------------- | --------------------------- | --------------------------- | --------------------------- | --------------------------- | --------------------------- | --------------------------- |
| ಅ a [⁠ʌ⁠]                     | ಆ ā [aː]                    | ಇ i [⁠i⁠]                     | ಈ ī [iː]                    | ಉ u [⁠u⁠]                     | ಊ ū [uː]                    | ಋ r̥ [rɨ/ru]                 | ಎ e [⁠e⁠]                     | ಏ ē [eː]                    | ಐ ai [aj]                   | ಒ o [⁠o⁠]                     | ಓ ō [oː]                    | ಔ au [aw]                   |

Um nachkonsonantische Vokale auszudrücken, verwendet man in der Kannada-Schrift diakritische Zeichen, die sogenannten unselbstständigen Vokalzeichen. Sie bilden mit dem Konsonantenzeichen eine Einheit. Als Beispiel sind die Konsonant-Vokal-Verbindungen mit dem Konsonanten k aufgeführt.
| Konsonant-Vokal-Verbindungen | Konsonant-Vokal-Verbindungen | Konsonant-Vokal-Verbindungen | Konsonant-Vokal-Verbindungen | Konsonant-Vokal-Verbindungen | Konsonant-Vokal-Verbindungen | Konsonant-Vokal-Verbindungen | Konsonant-Vokal-Verbindungen | Konsonant-Vokal-Verbindungen | Konsonant-Vokal-Verbindungen | Konsonant-Vokal-Verbindungen | Konsonant-Vokal-Verbindungen | Konsonant-Vokal-Verbindungen |
| ---------------------------- | ---------------------------- | ---------------------------- | ---------------------------- | ---------------------------- | ---------------------------- | ---------------------------- | ---------------------------- | ---------------------------- | ---------------------------- | ---------------------------- | ---------------------------- | ---------------------------- |
| ಕ ka [kʌ]                    | ಕಾ kā [kaː]                   | ಕಿ ki [ki]                    | ಕೀ kī [kiː]                   | ಕು ku [ku]                    | ಕೂ kū [kuː]                   | ಕೃ kr̥ [krɨ/kru]               | ಕೆ ke [ke]                    | ಕೇ kē [keː]                   | ಕೈ kai [kaj]                  | ಕೊ ko [ko]                    | ಕೋ kō [koː]                   | ಕೌ kau [kaw]                  |

### Zusatzzeichen
Daneben kennt die Kannada-Schrift zwei Zusatzzeichen (ಯೋಗವಾಹ yogavāha), die zwei Laute aus dem Sanskrit ausdrücken: den Anusvara ಂ ṃ und den Visargaಃ ḥ.
| Zusatzzeichen | Zusatzzeichen |
| ------------- | ------------- |
| ಕಂ kaṃ [kam]   | ಕಃ kaḥ [kah]   |

### Ziffern
Für die dezimalen Ziffern hat die Kannada-Schrift eigene Zeichen.
| Ziffern | Ziffern | Ziffern | Ziffern | Ziffern | Ziffern | Ziffern | Ziffern | Ziffern | Ziffern |
| ------- | ------- | ------- | ------- | ------- | ------- | ------- | ------- | ------- | ------- |
| ೦ 0     | ೧ 1     | ೨ 2     | ೩ 3     | ೪ 4     | ೫ 5     | ೬ 6     | ೭ 7     | ೮ 8     | ೯ 9     |

## Unicode
Die Schriftzeichen sind mit dem Unicodeblock Kannada Im Unicodesystem vertreten.